# Cesenatico
Cesenatico est une commune de la province de Forlì-Cesena dans la région Émilie-Romagne en Italie.

## Géographie
Située au bord de l'Adriatique entre Ravenne et Rimini, Cesenatico est le port antique de Césène (en italien Cesena) à 15 kilomètres de là.

## Histoire
Cesenatico est un port-canal construit, à la demande de César Borgia, en 1502 d'après les plans originaux de Léonard de Vinci (plan qui se trouve à la Bibliothèque Nationale de Paris). Un canal devait la relier, ainsi que Césène, dont la ville est le port depuis 1302, à la mer.
La structure du port-canal ainsi réalisé a l'avantage d'échapper à l'ensablement dont sont victimes la majorité des ports italiens. De récents travaux (terminés en 2005) ont porté sur la réalisation, à l'extrémité du canal, de portes qui seront fermées pendant la période des "hautes eaux" pour protéger la ville des inondations.

## Économie

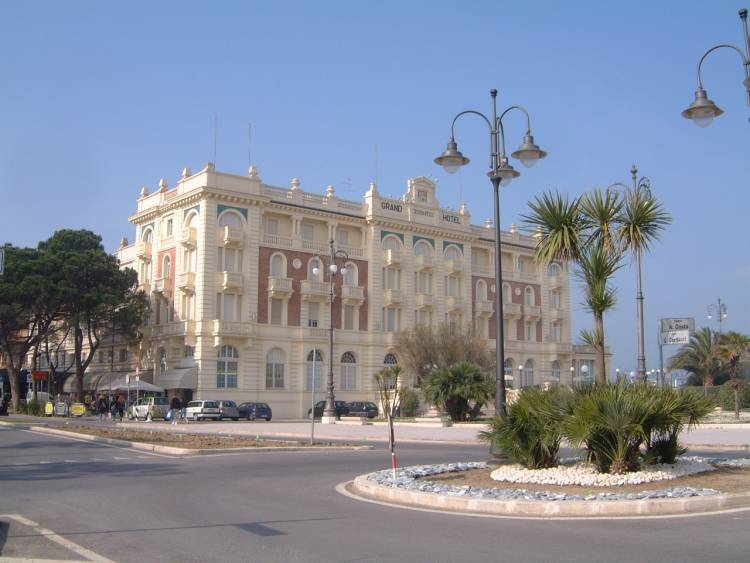
La Grand Hôtel réalisé en 1929

Port de pêche depuis l'origine, Cesenatico est une importante station balnéaire. À partir de la fin du XIXe siècle, le développement touristique débute par l'arrivée, sur les plages ensoleillées, de la noblesse tchécoslovaque et italienne. Dans les années 1960, le développement reprend de l'ampleur par l'arrivée en masse de touristes allemands, italiens et français (dont la plupart d'origine italienne).
Les infrastructures balnéaires se développent, trop souvent sous une forme anarchique provoquée par les spéculations financières; à l'image des quartiers de "Valverde" et "Villamarina", où l'étroitesse des rues, le manque de places de stationnement et le peu de distance entre les bâtiments, ne permettent pas toujours la détente espérée.
De 23 000 habitants en hiver, la station passe à plus de 300 000 en saison estivale. La station compte 4 quartiers balnéaires: Zadina, Cesenatico, Valverde et Villamarina.
Aujourd'hui (début 2007), la ville offre plus de 7 kilomètres de plages de sable fin, larges et ensoleillées, avec 354 auberges (pensions) et 127 établissements balnéaires.
Outre les établissements touristiques traditionnels, Cesenatico comprend aussi des colonies de vacances destinées aux enfants des villes, comme la colonie AGIP (la plus ancienne), et à l'ouest (côté Cervia) une multitude de colonies bâties après la dernière guerre et destinées aux enfants des grandes villes de l'intérieur.

### Les plages
Les plages de Cesenatico, y compris les hameaux, font environ 7 km continus depuis Gatteo a Mare jusqu’aux plages de Cervia, sur une moyenne de 150 mètres de large, composées de sable fin et équipées d’infrastructures balnéaires modernes (bar-restaurant, parasol, chaises longues, cabines, jeux pour enfants, maîtres nageurs, etc. ). Seul environ 1 km de plage libre et gratuite en direction de Cervia et des plages réservées aux colonies de vacances. Le fond marin est en pente très douce (environ 1 à 1,5 mètre d’eau à 100 mètres de la plage), idéal pour les enfants et les apprentis nageurs.

Pendant la saison hivernale (d’octobre à avril), le sable est ramené en arrière par des engins mécaniques pour former une dune qui, à la fois, protège les infrastructures des coups de boutoir de la mer en cas de tempête et évite l’érosion. Les bulldozers remettent le sable en place pour le week-end de Pâques.
- À l'ouest (côté Cervia), parc de verdure de Zadina de 30Ha et grand parc aquatique Atlantica,
- À l'est (côté Rimini) en Valverde, grand parc de verdure pour la promenade de 38Ha.

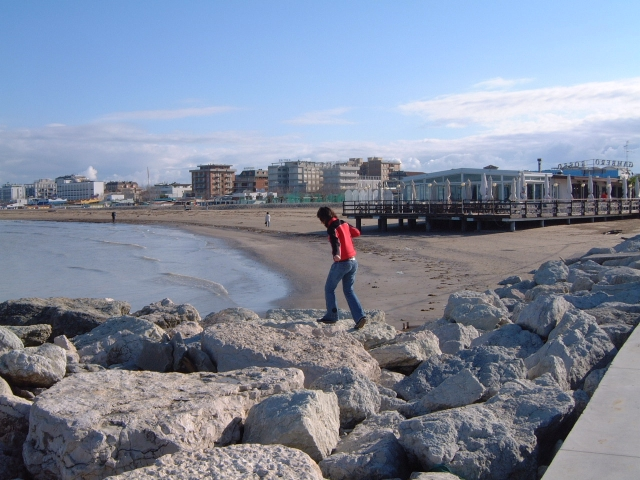
Plage du « Levante »
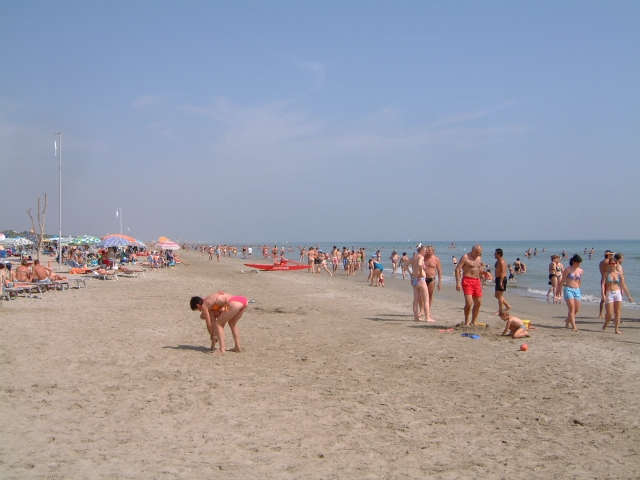
Plage Zadina
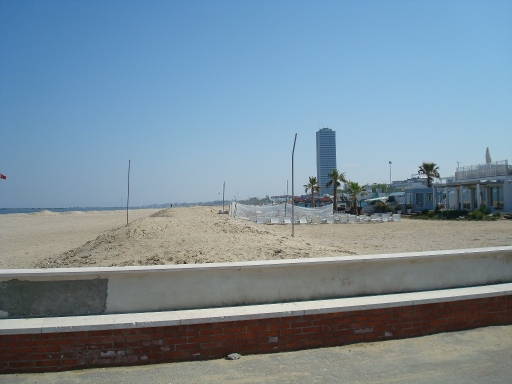
Dunes de sable en hiver
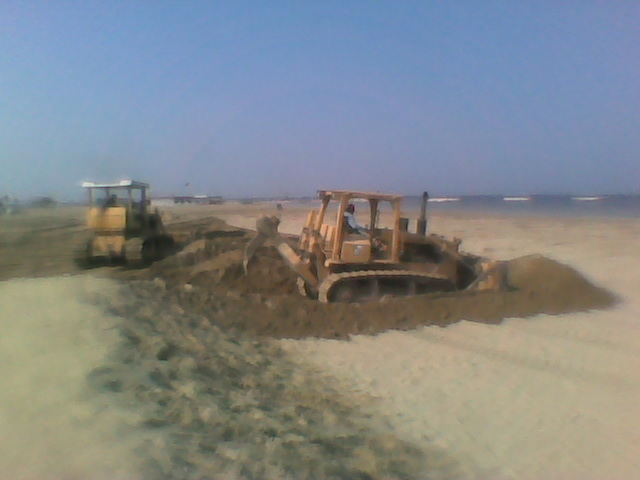
Étendage du sable en avril

### Port de pêche

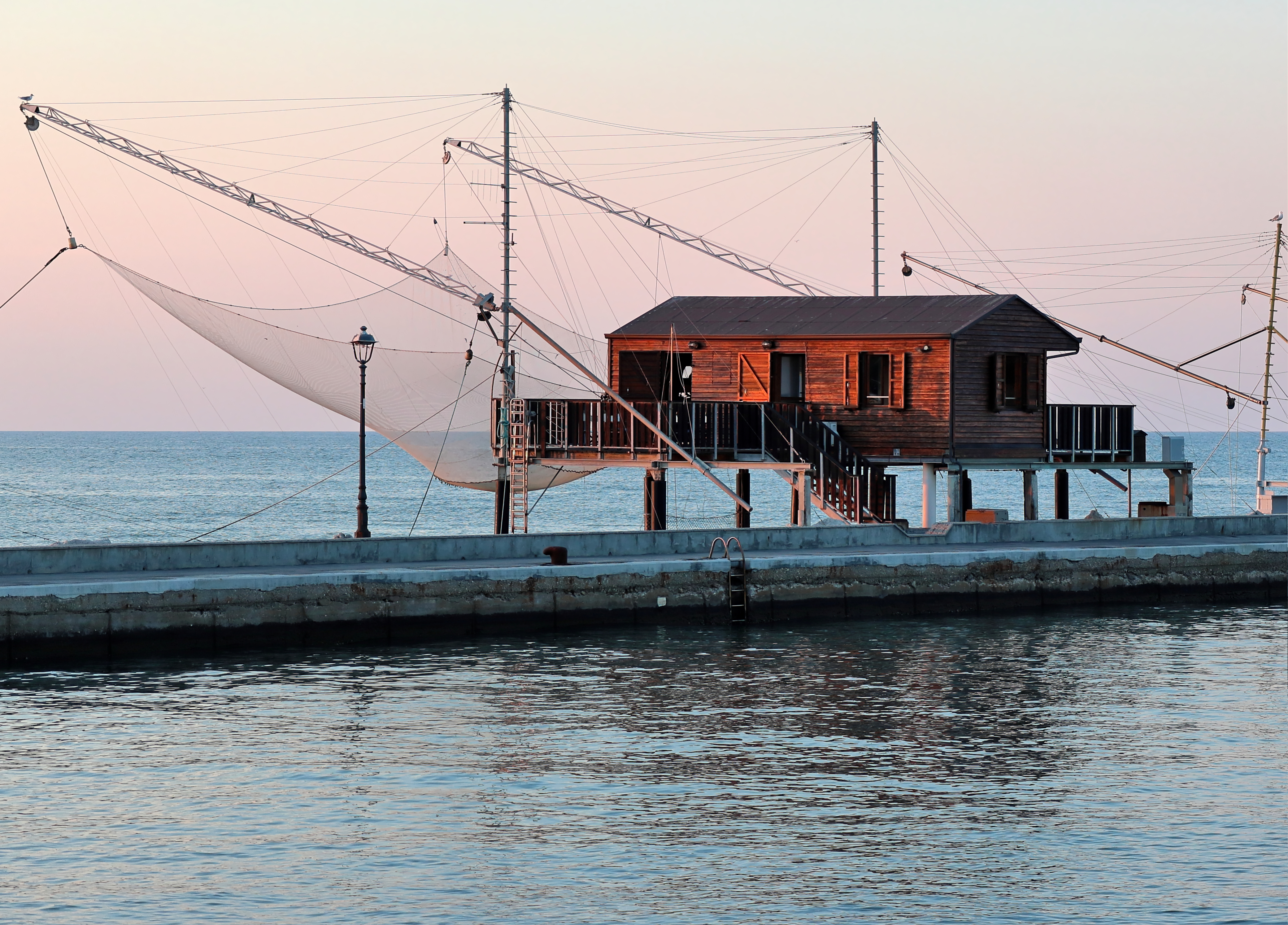
Pêche au carrelet à Cesenatico. Aout 2023.

Pêche professionnelleActivité très importante de la marine de pêche qui compte 90 ambarcations, dont 75 pour la commune de Cesenatico et 15 provenant des communes voisines. Les bateaux sont en moyenne de petit tonnage (3 à 10 tonnes) et tonnage moyen (20 à 35 tonnes). La pêche produit majoritairement du poisson gras: sardine, anchois, maquereau, parfois du thon et autres poissons vivant en banc. Les crustacés et coquillages sont aussi très présent. En 2003 le tonnage a atteint les 3 000 tonnes.
Pêche sportivedes sorties en mer pour la pêche sportive sont organisées sur demande.
Excursions et merpendant la saison estivale, des sorties touristiques sont organisées de manière quotidienne par des embarcations prévues pour la promenade, dont la durée peut aller (selon le type de promenade) de 2 heures à 4 ou 5 heures avec sortie au large, pêche au filet entre deux embarcations et dégustation sur le bateau même des sardines ou/et anchois frits accompagnés de vin local.
Excursion à l'étrangerdes excursions à la journée sont organisées soit en direction de Venise depuis Rimini avec arrêt à Cesenatico, soit en direction de Dubrovnik, Zadar, Rovinj, Mali Lošinj par la ligne Cesenatico-Ravenne-Pesaro-Rimini avec départ tôt le matin et retour le soir.

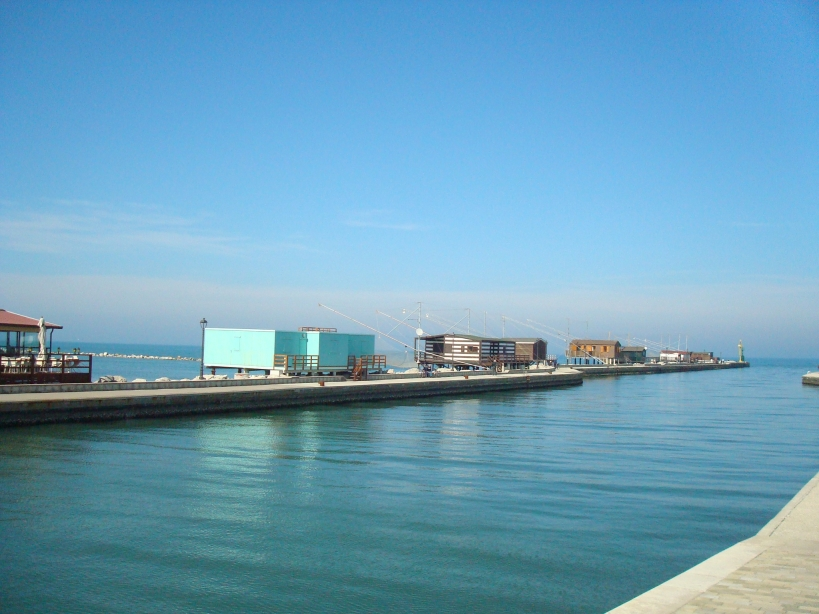
La sortie du port
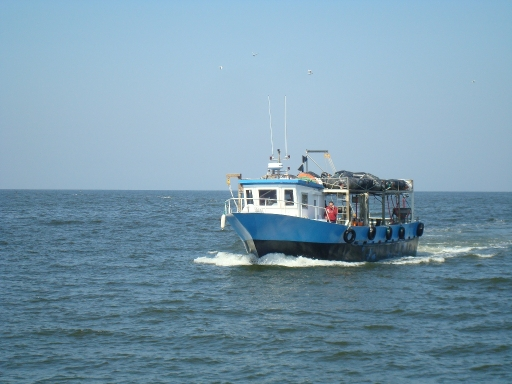
Le retour des pêcheurs
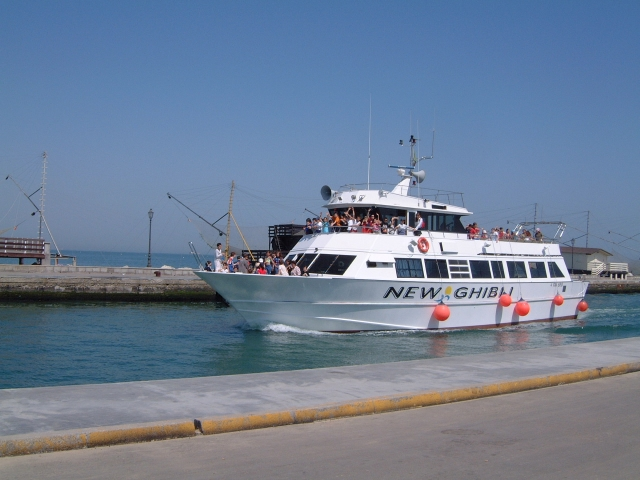
Retour d'un bateau de promenade

### Enseignement
Cesenatico est un pôle universitaire de Césène et Bologne. Les études portent essentiellement sur l'aquaculture et l'ichtyologie.

## Infrastructures et transports

### Route et autoroute
Cesenatico est traversè  par les routes Strada statale 16 Adriatica, par laquelle on peut rejoindre l'autoroute italienne A14, à caselli di Cesena (15 km) et Rimini Nord (17 km), relié également à la Cesena par la Strada Provinciale (route provinciale).

#### Distance des principales cités italiennes
- Bologne = 100 km
- Florence= 140 km
- Milan = 313 km
- Rome = 352 km
- Turin = 431 km
- Naples = 541 km
- Bari = 583 km

### Chemin de fer
La gare ferroviaire de Cesenatico se trouve sur la ligne des trains régionaux qui relient Rimini, Cervia et Ravenne.

### Aéroports voisins
- Aéroport de Forlì "Luigi Ridolfi" (35 km)
- Aéroporto de Rimini-Miramare "Federico Fellini" (29 km)
- Aéroport de Bologne-Borgo Panigale "Guglielmo Marconi" (109 km)

### Transports urbains
Cesenatico est desservi par les transports publics de la ligne "ATR" (Azienda Trasporti Romagnoli), la principale agence de transport public qui opère dans la Province de Forlì-Cesena, et pendant la période estive pour relier les principales cités du centre de l’Italie à la Riviera romagnole.

## Personnalités
- Marino Moretti, poète
- Marco Pantani, coureur cycliste

## Monuments et musées

### Musée de la marine

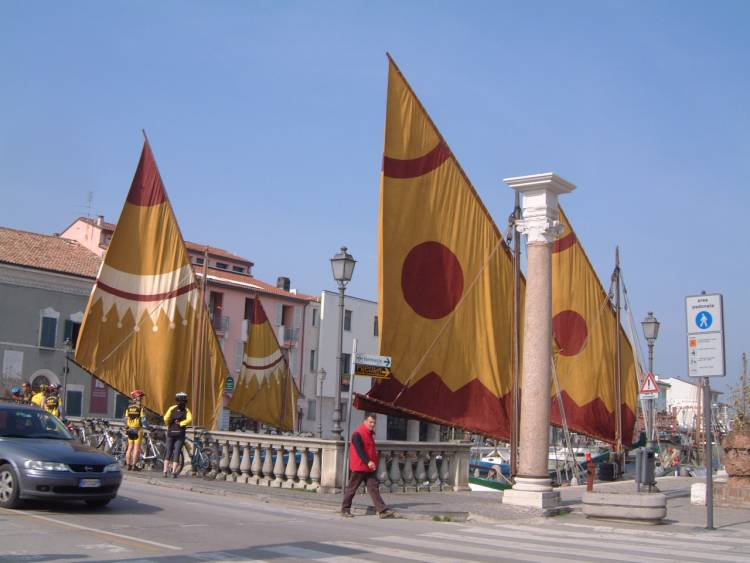
Le musée de la marine

- Port-canal avec sa flottille de bateaux de pêche
- Musée de la marine. Il se trouve au début du canal, à l'entrée de la ville. Il abrite une collection d'anciens bateaux de pêche et de transport maritime. C'est le seul musée d'Italie à ciel ouvert. On peut voir les différentes embarcations utilisées à l'époque, que ce soit pour la pêche ou pour le transport de fret. Les voiles ont la particularité d'avoir toutes une couleur différente. Chaque couleur appartenait à une famille de marins et était reconnaissable de loin, notamment par les épouses et enfants qui attendaient le retour du matelot.

### La place des conserves

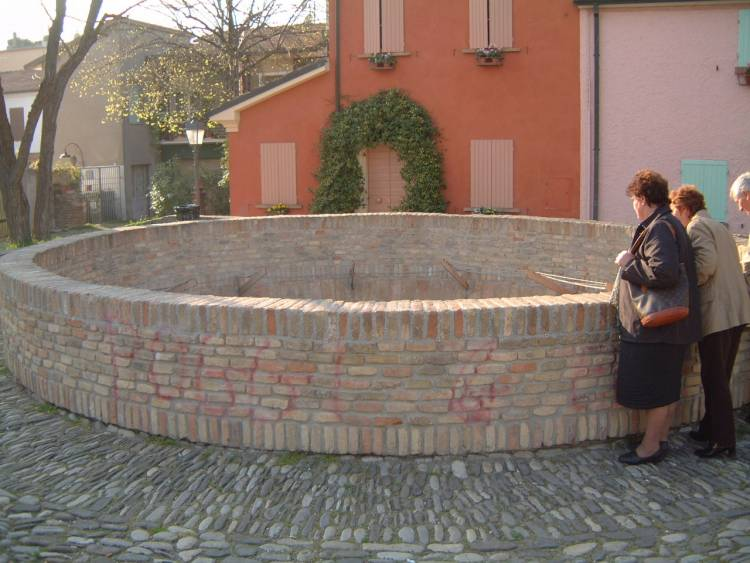
Puits pour conserver le poisson

Les « conserves » ou plus exactement « les glacières » se présentent sous la forme d’un puits tronconique avec une ouverture de quelques mètres de diamètre et un muret qui dépasse du sol d’un petit mètre. Très diffuses sur le littoral romagnol déjà à partir du XVIe siècle pour la conservation du poisson, la commune de Cesenatico comptait, une vingtaine de ces « conserves » en activité dans la moitié du XIXe siècle et jusque dans les années 1930.
Le poisson était mis en couches alternées avec de la neige ou de la glace récoltée au début de l’hiver, puis recouvert d’une couche de terre ou de sable pour garantir l’isolation et enfin recouvert d’une dernière couche de neige tassée. Le poisson ainsi traité pouvait se conserver jusqu’au mois de juillet. Ces « conserves » permettaient la consommation et le commerce du poisson pendant les mois d’hiver, moment où les sorties en mer étaient rendues impossibles.
Il reste actuellement trois de ces puits, restaurés, dont un est à l’intérieur d’un bâtiment d’origine et les deux autres à ciel ouvert. Ils sont visibles sur la petite place du marché aux légumes, dite « place des conserves », juste derrière la poissonnerie.

### Autres curiosités
- L'église de St. Giacomo
- Le musée consacré au poète Marino Moretti (dans la rue du même nom)
- Théâtre communal
- La bibliothèque

### L'espace Pantani
Depuis le début de l'année 2006 est ouvert au public l'"Espace Pantani" à côté de la gare. On y trouve un musée qui contient des "reliques", les bicyclettes et objets ayant appartenu au champion cycliste Marco Pantani, mort tragiquement le 14 février 2004 à Rimini.

## Événement, foires et marchés

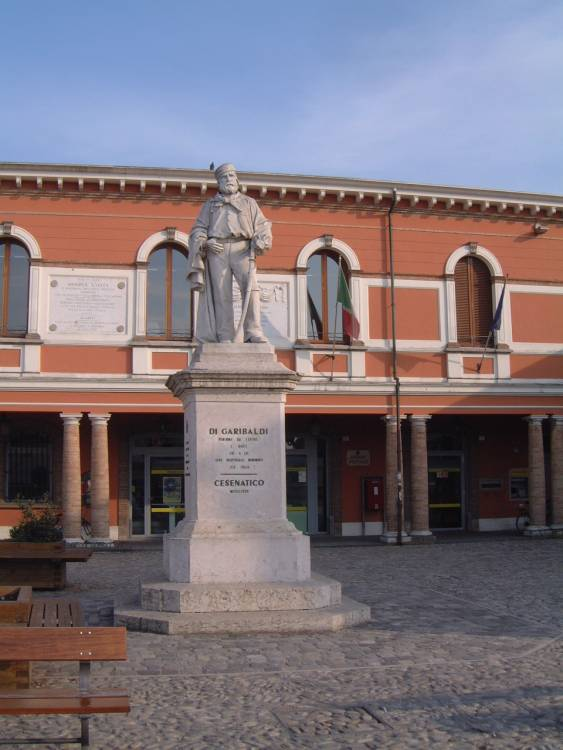
Place Garibaldi

Ce monument est le premier érigé, en Italie, à la mémoire de Giuseppe Garibaldi en 1884. Cette statue commémore le passage du héros national dans la ville le 2 août 1849. Venant de son dernier refuge de Saint-Marin et fuyant les troupes autrichiennes, Garibaldi et ses hommes reçurent de la part de Cesenatico, le ravitaillement et 13 navires qui leur permirent de quitter la région par la mer et de rejoindre Venise.
Marsdeuxième week-end, fête "del pesce azzuro" (du poisson gras), sardine, anchois, maquereau… à déguster le long du port.
Avrilmarché aux puces au port-canal tous les dimanches
Maiexposition internationale de cyclisme,
Juin
- fête de la Pentecôte,
- foire exposition, marché aux puces et antiquités le samedi

Juillet
- Marché aux puces tous les mercredis,
- 1er dimanche, la "Notte Rosa" (la nuit rose)
- 2e dimanche, fête de l’été
- 3e dimanche, fête du "mât de cocagne" au port-canal, concours entre les groupes locaux pour atteindre le sommet d’un mât de 14 m, enduit de suif et planté au-dessus du canal.
- 4e dimanche, fête de "San Giacomo", messe et procession le long du port-canal

Août
- Marché aux puces tous les mercredis,
- 1er dimanche, la Fête "Garibaldi" célébrée en l'honneur de Garibaldi, d'Anita et de ses patriotes. Elle se déroule sur toute la journée et est agrémentée :
  - de groupes de musiciens locaux,
  - du jeu "mat de cocagne" qui présente la particularité, outre d'être enduit de suif, mais d'être surtout positionné horizontalement sur le canal et où les candidats doivent arriver à l'extrémité sans chuter dans l'eau.
  - d'un feu d'artifice, la nuit venue..

- le 14, la « grande rustida dei pescatori » (grande grillage des pêcheurs), friture de poisson offerte par les pêcheurs de port aux touristes et résidents.
- le 15, fête de l’« Assomption », parade et bénédiction de la mer.

SeptembreMarché aux puces et antiquités
Novembrepour la « Toussaint », friture de poisson offerte par les pêcheurs le long du port.
Décembre
- Illuminations du nouvel-an sur le port-canal de Cesenatico

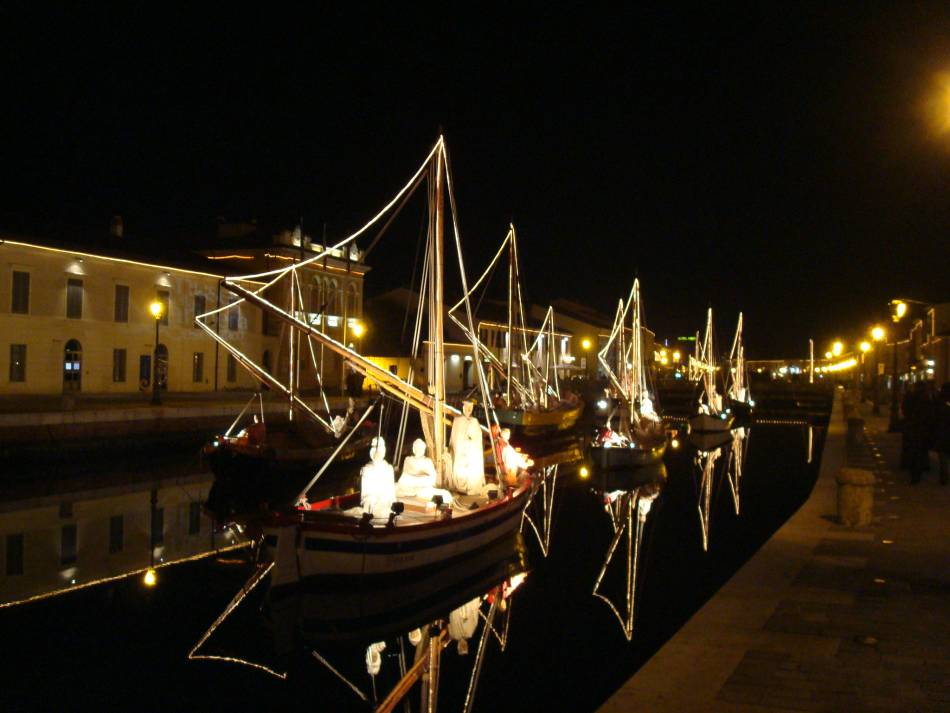
Illuminations du nouvel-an sur le port-canal de Cesenatico

- La fête du nouvel-an qui se déroule le long du port-canal du 1er décembre au 6 janvier, jour de l'Épiphanie, avec l'illumination de toutes les barques anciennes du musée de la marine. Chaque embarcation est transformée en crèche ou en scène représentant les principaux travaux artisanaux de l'époque (à l'échelle humaine).

## Jumelages
- Aubenas (France)
- Delfzijl (Pays-Bas)
- Schwarzenbek (Allemagne) depuis 1960
- Sierre (Suisse)
- Zelzate (Belgique)

## Administration
Cesenatico est dotée d'un conseil communal de treize membres élus au suffrage universel.

### Conseil communal
Le tableau ci-dessous montre la composition du conseil communal depuis 1993:
| Parti politique                              | 2016 | 2011 | 2006 | 2001 | 1997 | 1993 |
| -------------------------------------------- | ---- | ---- | ---- | ---- | ---- | ---- |
| Parti démocrate (PD)                         | 10   | 4    | 0    | 0    | 0    | 0    |
| Listes locales (droite)                      | 2    | 0    | 1    | 0    | 4    | 0    |
| Parti républicain italien (PRI)              | 1    | 1    | 1    | 1    | 2    | 3    |
| Forza Italia puis Peuple de la Liberté (PdL) | 0    | 6    | 3    | 5    | 0    | 0    |
| Union du centre (UDC)                        | 0    | 1    | 3    | 0    | 0    | 0    |
| Ligue du Nord (LN)                           | 0    | 2    | 0    | 0    | 0    | 0    |
| L'Olivier                                    | 0    | 0    | 11   | 0    | 0    | 0    |
| Parti des communistes italiens               | 0    | 0    | 1    | 0    | 0    | 0    |
| Alliance nationale (AN)                      | 0    | 0    | 1    | 1    | 0    | 0    |
| Parti démocrate de la gauche (PDS)           | 0    | 0    | 0    | 6    | 7    | 10   |
| Listes locales (gauche)                      | 0    | 0    | 0    | 6    | 0    | 0    |
| Parti de la refondation communiste (PRC)     | 0    | 0    | 0    | 0    | 3    | 1    |
| Parti populaire italien (PPI)                | 0    | 0    | 0    | 0    | 1    | 0    |
| Fédération des Verts                         | 0    | 0    | 0    | 0    | 1    | 0    |
| Démocratie chrétienne (DC)                   | 0    | 0    | 0    | 0    | 0    | 1    |
| Total                                        | 13   | 14   | 18   | 19   | 18   | 15   |

### Liste des maires
| Début      | Fin        | Nom                 | Parti                                                                   |
| ---------- | ---------- | ------------------- | ----------------------------------------------------------------------- |
| 1944       | 1946       | Antonio Sintoni     |                                                                         |
| 1946       | 1950       | Spartaco Ghezzi     | Parti communiste italien (PCI)                                          |
| 1950       | 1951       | Edgardo Gusella     |                                                                         |
| 1951       | 1956       | Viterbo Benagli     |                                                                         |
| 1956       | 1957       | Primo Grassi        | Parti républicain italien (PRI)                                         |
| 1957       | 1961       | Agostino Spadarelli | Parti républicain italien (PRI)                                         |
| 1961       | 1961       | Edgardo Gusella     |                                                                         |
| 1961       | 1962       |                     | Commissaire préfectoral                                                 |
| 1962       | 1968       | Marcello Bartoli    | Parti républicain italien (PRI)                                         |
| 1968       | 1968       | Agostino Spadarelli | Parti républicain italien (PRI)                                         |
| 1968       | 1971       | Giorgio Calisesi    | Parti socialiste italien (PSI)                                          |
| 1971       | 1977       | Giancarlo Urbini    | Parti socialiste italien (PSI)                                          |
| 1977       | 1978       | Giovanni Bissoni    | Parti communiste italien (PCI)                                          |
| 1979       | 1983       | Giancarlo Urbini    | Parti socialiste italien (PSI)                                          |
| 1983       | 18.04.1990 | Giovanni Bissoni    | Parti communiste italien (PCI)                                          |
| 18.04.1990 | 12.05.1997 | Luciano Natali      | Parti communiste italien (PCI), puis Parti démocrate de la gauche (PDS) |
| 12.05.1997 | 30.05.2005 | Damiano Zoffoli     | Centre-gauche                                                           |
| 13.06.2006 | 31.05.2011 | Nivardo Panzavolta  | Centre-gauche                                                           |
| 31.05.2011 | 31.05.2016 | Roberto Buda        | Peuple de la Liberté                                                    |
| 30.05.2016 | 20.06.2016 | Raffaele Sirico     | Commissaire préfectoral                                                 |
| 20.06.2016 |            | Matteo Gozzoli      | Parti démocrate (PD)                                                    |

### Hameaux
Borella, Villalta, Cannuceto, Boschetto, Ponente, Levante, Sala, Zadina, Valverde, Villamarina, Bagnarola, Madonnina

### Communes limitrophes
Cervia, Césène, Gambettola, Gatteo

### Évolution démographique
Habitants recensés

### Ethnies et minorités étrangères
Selon les données de l’Institut national de statistique (ISTAT) au 31 décembre 2010 la population étrangère résidente était de 2.349 personnes.
Les nationalités majoritairement représentatives étaient :
| Pos. | Pays     | Population |
| ---- | -------- | ---------- |
| 1    | Albanie  | 746        |
| 2    | Roumanie | 531        |
| 3    | Maroc    | 185        |
| 4    | Chine    | 113        |
| 5    | Ukraine  | 93         |
| 6    | Bulgarie | 89         |
| 7    | Tunisie  | 78         |
| 8    | Sénégal  | 41         |
| 9    | Moldavie | 39         |